# Associação Desportiva do Hospital dos Servidores da União
Associação Desportiva do Hospital dos Servidores da União foi uma agremiação esportiva brasileira, sediada em Brasília, no Distrito Federal. O clube foi fundado por funcionários do Hospital dos Servidores da União, atual Hospital Universitário de Brasília.

## História
O clube disputava o Departamento Autônomo da Federação Desportiva de Brasília.

## Estatísticas

### Participações
| Competição                | Competição            | Temporadas | Melhor campanha     | Estreia | Última | P | R |
| Distrito Federal (Brasil) | Departamento Autônomo | 1          | Desconhecido (1975) | 1975    | 1975   | – | – |